# Mariano Tomás
Mariano Tomás López (Hellín, Albacete, 20 de agosto de 1890 - Madrid. 1 de julio de 1957) fue un poeta, novelista, dramaturgo y periodista español. 

## Biografía
En Hellín pasó toda la infancia y parte de su juventud hasta que en 1922 se trasladó a Madrid para trabajar como funcionario del gobierno como responsable de la valija diplomática y redactor jefe del Índice Cultural Español del Ministerio de Asuntos Exteriores, por lo cual hubo de viajar por Europa y Asia. Desde el año 1926 fue nombrado Correo de Gabinete del Rey y colaboró regularmente como articulista en la revista Blanco y Negro, en ABC, en La Esfera, La Libertad etcétera. Desde entonces y hasta 1934 su vida fue más o menos tranquila, girando casi exclusivamente en torno a su puesto de trabajo y a la escritura. Así, adscrito a la novela sentimental, publicó una serie de obras cuya tónica roza lo sensual y sentimental: La florista del Tiberíades (1926), Semana de Pasión (1931), sobre un episodio de las Guerras Carlistas protagonizado por el famoso bandido Ramón Roche y por la que obtuvo el premio Gabriel Miró en 1934, Venga usted a casa en primavera (1933) y Sinfonía incompleta (1934). Ese mismo año publicó una biografía sobre Felipe II y recibió dos de los más importantes premios literarios y periodísticos del momento: el Premio Gabriel Miró, por la novela Semana de Pasión y el Premio Mariano de Cavia, que aún hoy otorga el diario ABC de Madrid, por su artículo "El parque del recuerdo", una crónica de su vida en Roma. Tuvo fama de buen estilista y cultivó asiduamente el género biográfico. De su obra, a veces de talante introspectivo y en cuanto a su técnica de tipo clásico, se desprende un cierto aliento poético, un sano idealismo y un amor manifiesto por los valores tradicionales.
En los momentos previos a la Guerra Civil Mariano Tomás se afilió al Bloque Nacional que dirigían Antonio Goicoechea, su mentor político, según el propio autor, y José Calvo Sotelo. Por esta y otras razones fue detenido en agosto de 1936 por las milicias republicanas en Madrid las cuales le informan que entre las acusaciones se encuentra la de ser autor de la obra teatral Santa Isabel de España (1934). Pronto escapará y pasará a la zona nacional en donde trabajará en la Delegación Nacional de Prensa y Propaganda (1937) y en la Secretaría Técnica del Departamento de Comunicaciones del Ministerio de Obras Públicas (1939). Continuará publicando, dentro de los esquemas que le atribuyó Eugenio de Nora a su obra escribiendo que eran “entretenidas y amables, siempre dentro de una gran corrección literaria y testimonio de fina sensibilidad, dotes de observación aguda y espíritu ágil y equilibrado” (1967). Este crítico destaca, además, como la mejor de su novelas La platera del Arenal (1943). 
Como autor dramático, y aparte de la ya citada Santa Isabel de España (1934), estrenada en el Teatro Eslava de Madrid, destacan Garcilaso de la Vega. estrenada en el teatro principal de San Sebastián para pasar después al Teatro Español de Madrid (1940), Agustina de Aragón (1941), La mariposa y la llama (1941) y Lucrecia Borgia (estrenada en el Teatro Poliorama de Barcelona en 1944). Adaptó además Una mujercita dócil de Aldo Benedetti (1939) y, en colaboración con Alberto Insúa, escribió En aquel tiempo (Teatro Bellas Artes de Madrid, 1956). Su obra teatral se adscribe al teatro histórico en verso del Modernismo en la línea de Eduardo Marquina: todas sus opbras defienden los valores nacionales con buen acomodo en los ideales de la dictadura franquista. Reunió sus versos desenfadados en La capa del estudiante (1925). Colaboró con Benjamín Jarnés en Don Álvaro o la fuerza del tino y con Concha Espina en Nadie quiere a nadie.

## Otras obras

### Lírica
- La capa del estudiante (1925).
- Isabel-Ana y otros poemas. 1927.
- Antología Poética, 1953.

### Narrativa
- La florista del Tiberíades (1926).
- El intruso, 1926.
- El cortijo de las palomas, 1926.
- Primavera, 1926.
- Petenera, 1927.
- El anillo de Esmeralda, 1928, traducida a diversas lenguas.
- Semana de Pasión (1931).
- Venga usted a casa en primavera (1933).
- Sinfonía incompleta (1934.
- Arco iris: novelas campesinas, 1934.
- Juan de la luna, 1936.
- El pescador de estrellas, 1936.
- Chacha Josefica, 1939.
- La niña de plata y oro, 1939.
- Teresina y la Rosa de Oro, 1939.
- El cazador de mariposas, 1941.
- Lección de amor sin palabras, 1942.
- La platera del Arenal (1943).
- Luz de tarde, 1943.
- El vendedor de tulipanes, 1944.
- Mazurca (1945).
- Salto mortal (1945).
- Una muchacha sin importancia, 1945.
- Cuatro hojas de un trébol, 1946.
- La pobre Circe (1949).
- Josefica, 1950.
- La rosa de oro, 1950.

### Teatro
- Santa Isabel de España (1934).
- Garcilaso de la Vega, 1940.
- La mariposa y la llama, cuento romántico en tres actos y en verso, 1942, premio del Sindicato del Espectáculo de 1941.
- Lucrecia Borgia (1945).

### Biografías
- Vida y desventuras de Miguel de Cervantes, 1933, traducido al inglés y al francés.
- San Juan de Dios o la caridad heroica, 1939.
- Felipe II: Rey de España y Monarca del Universo, 1942.
- Ramón Cabrera: (historia de un hombre), 1939.
- Abderramán III, Primer Califa de Occidente, 1947.
- Tristes destinos: (bocetos biográficos), 1941.

### Artículos
- Los extranjeros en los toros, 1947.

## Fuente
- Jesús Bregante, Diccionario Espasa de Literatura Española. Madrid, Espasa-Calpe, 2003.
- Francisco Gómez Porro, La tierra iluminada, un diccionario literario de Castilla-La Mancha, 2003.
- Javier Huerta, Emilio Peral, Héctor Urzaiz, Teatro español de la A a la Z, Madrid: Espasa S. A., 2005.

- Datos: Q5997967